# Bongo (hudební nástroj)

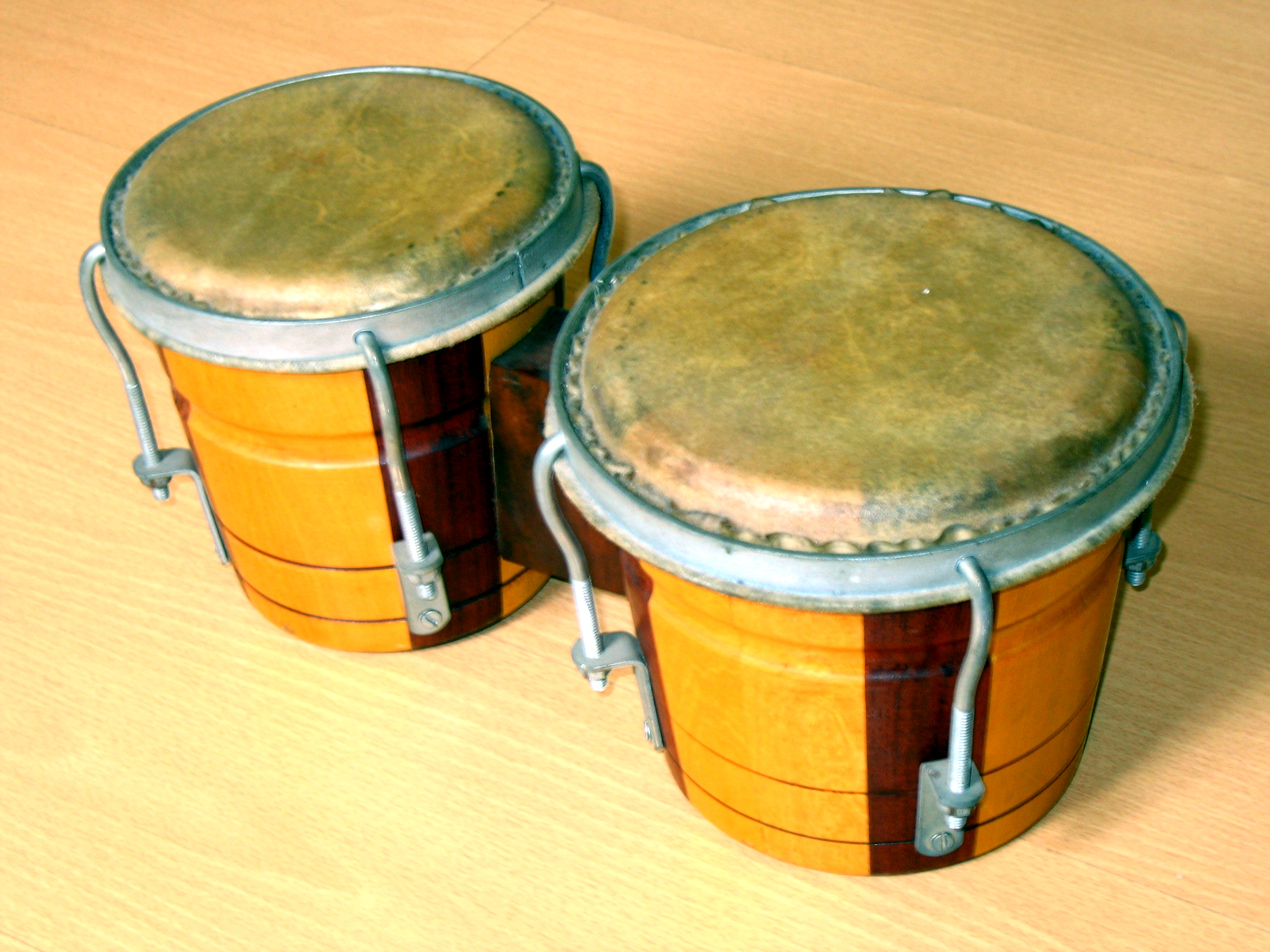
Bongo

Bongo nebo bongos jsou bicí nástroje složené z dvou malých bubnů rozdílné velikosti, připojených navzájem k sobě. Větší buben se nazývá hembra (česky: samice), menší se nazývá macho (česky: samec). Jsou obvykle ze dřeva a potaženy přírodní kůží, ale jsou i výjimky, ve kterých se jedná o umělou kůži. Na bonga se hraje v sedě. Hráč sevře bubny mezi nohama a hembra se nachází na pravé straně. Hráč se nazývá bongocero. Tento hudební nástroj pochází z Kuby.